# معركة التريمسة
كانت معركة التريمسة مواجهة عسكرية بين الجيش السوري والجيش السوري الحر في التريمسة، سوريا، في ساعات متأخرة من 12 يوليو 2012 خلال الحرب الأهلية السورية التي أدت إلى مقتل العشرات من المتمردين، وعدد غير معروف من المدنيين. في 14 يوليو 2012، أصدرت بعثة المراقبة التابعة للأمم المتحدة بيانًا، استنادًا إلى التحقيق الذي أجراه فريقها الذي ذهب إلى البلدة، بأن الجيش السوري استهدف بشكل أساسي منازل المتمردين والناشطين، في ما قالته بي بي سي كان تناقضا مع ادعاءات المعارضة الأولية لمذبحة مدنية. قالوا إن عدد الإصابات غير واضح وأضافوا أنهم يعتزمون العودة إلى البلدة لمواصلة تحقيقهم.
في 16 يوليو 2012، وحسب رواية النظام السوري فأن الجيش السوري الحر تراجع عن عدد القتلى الأولي البالغ 200 قتيلًا، قائلًا إنه قد تم تضخيمه لأن العديد من الجرحى قد تم اعتبارهم ميتين، وخفض عدد الذين تأكد أنهم قتلوا إلى 68–103 اسمًا. ولكن لا يزال الناشط المؤيد للمتمردين أبو عدنان يواصل زعم 150 قتيلاً، ويُزعم أن بقية الجثث مجهولة الهوية أو سُرقت من قبل الجيش خلال هجومهم.

## الأحداث
تعرضت قافلة تابعة للجيش السوري لكمين نصبه المتمردون بالقرب من حماة، مما أدى إلى هجوم مضاد من قبل الجيش السوري، وتشير التقارير إلى أن القوات الحكومية كانت تحاول استعادة البلدة من قوات المتمردين. طبقًا لنشطاء المعارضة، فقد أحيطت التريمسة بالدبابات والمدفعية الحكومية، وبعد ذلك شن الجيش السوري هجومًا واسع النطاق على الجيش السوري الحر المعارض داخل البلدة. دخلت الدبابات التريمسة بعد أن قصفت القوات الحكومية البلدة بشكل مستمر من الساعة 5 صباحًا حتى الظهر. قوات الجيش السوري، التي عززت أعدادها من قبل الميليشيات الموالية للحكومة المسماة «شبيحة»، رافقت الدبابات إلى التريمسة. وزعمت المعارضة أنه بينما أمطرت القوات الحكومية نيران المدفعية على البلدة، فر عدد من سكان القرية من منازلهم إلى الشوارع، حيث قُتل العديد منهم برصاص الميليشيات الحكومية. وقال اللواء روبرت مود، رئيس بعثة الإشراف التابعة للأمم المتحدة في سوريا، في دمشق إن فريقًا من الأمم المتحدة راقب القتال من ثلاثة أو أربعة أميال خارج التريمسة، مضيفًا أنها «تضم وحدات ميكانيكية ونيران غير مباشرة ومروحيات».
ووفقًا لمصادر قريبة من الحكومة، فإن الهجوم على التريمسة كان جزءًا من هجوم أكبر اتخذته الحكومة السورية، بهدف سحق كل مقاومة المتمردين في الشهرين المقبلين. نجح أحد رجال الشرطة في التسلل إلى جماعة مسلحة في إدلب وتمكن من إخطار الجيش بالمتمردين الذين كانوا يتجمعون في التريمسة ويستعدون لهجوم القافلة.
أفادت لجان التنسيق المحلية في حماة والمرصد السوري لحقوق الإنسان أن الجيش السوري والشبيحة، مدعومين بالدبابات والمروحيات الهجومية، دخلوا بلدة التريمسة بعد انسحاب المتمردين، وأعدموا بإجراءات موجزة ما يزيد عن مائة شخص. وقدرت التقارير الأولية عدد القتلى بأكثر من 100. ذكرت تقارير لاحقة أن عدد القتلى في المذبحة يتراوح بين 220 و250، عندما تم العثور على أكثر من 150 جثة في المسجد المحلي بعد مغادرة قوات الجيش السوري. يبدو أن الأشخاص في المسجد، الذين حاولوا العثور على مأوى هناك، ماتوا عندما قصف المبنى ثم انهار عليهم. عند نقطة واحدة، ادعت لجان التنسيق المحلية وفاة 280 شخصا وفقدان 200 آخرين.
وأفادت الأنباء أن عدداً من القتلى كانوا متمردين، وهو ما أكدته جماعة المعارضة المرصد السوري لحقوق الإنسان بقولها إن العشرات من القتلى كانوا مقاتلين متمردين، بمن فيهم الملازم إبراهيم زويت التركاوي. وقال جعفر، وهو ناشط معارض في شبكة أخبار الشام، إن سبعة مدنيين و30 متمرداً فقط قتلوا. كان هذا يتماشى مع ادعاء الجيش بقتل «عدد كبير من الإرهابيين». وقدر المرصد السوري لحقوق الإنسان عدد القتلى الإجمالي بحوالي 150 شخصاً، مع تأكيد وفاة 40 منهم فقط بالاسم حتى الآن. قال أحد القرويين الذين تمكنوا من الفرار من المنطقة، شريطة عدم الكشف عن هويته، إن رجال الميليشيات العلويين دخلوا بعد انسحاب المتمردين السوريين من المنطقة وارتكبوا المذبحة. قال الناجي إن القوات الحكومية أشعلت النار في المنازل والمساجد.
أنكرت الحكومة السورية مسؤوليتها عن قتل المدنيين، بدعوى أن المذبحة ارتكبت من قبل "العصابات المسلحة" وأن ثلاثة من أفراد قوات الأمن قد قتلوا أثناء قتالهم. قدمت الحكومة أيضا رقماً أدنى قدره 50 مدنياً لقوا مصرعهم. تراجعت الحكومة السورية في وقت لاحق عن الادعاء ونفت أن يكون أي مدني قد مات على الإطلاق، قائلة أنهم "نفذوا عملية خاصة ضد قوات المتمردين وقتلوا العديد من المتمردين وأسروا عشرات آخرين"، مضيفة أنه لم يُقتل أي مدنيين. وفقًا للحكومة السورية، استدعى السكان قوات الأمن طلبًا للمساعدة بعد أن داهمت "الجماعات الإرهابية" الحي. ثم ألقت قوات الأمن القبض على بعض أفراد الجماعات المتمردة وصادرت أسلحتهم. ونقلت الوكالة العربية السورية للأنباء التي تديرها الدولة عن مصدر عسكري قوله إن عملية نفذتها القوات المسلحة دمرت "أوكار الإرهابيين"، وقتلت العديد من الأشخاص الذين عثر عليم هناك، وأدت إلى اعتقال عشرات آخرين". وأضافت الرواية: "نجحت القوات المسلحة في التعامل مع الإرهابيين دون وقوع إصابات بين المواطنين. فتشوا في أوكار الإرهابيين حيث عثروا على جثث عدد من المواطنين الذين اختطفتهم الجماعات الإرهابية وقتلتهم".
اتهم المبعوث الخاص للأمم المتحدة كوفي عنان الحكومة السورية باستخدام أسلحة ثقيلة وطائرات هليكوبتر في القرية. نفى جهاد مقدسي، المتحدث باسم وزارة الخارجية السورية، استخدام الأسلحة الثقيلة في القرية وقال إن أثقل سلاح تم استخدامه كان قذيفة آر بي جي.
ونُقل عن أحد أعضاء المعارضة المحلية، فادي سامح، قوله «يبدو أن رجال الميليشيات العلويين (شبيحة) من القرى المحيطة نزلوا على التريمسة بعد انسحاب المدافعين المتمردين، وبدأوا في قتل الناس. تم تدمير منازل بأكملها وحرقها جراء القصف.»
ونقل عن آخر قوله: «في حوالي الساعة 6:00 من صباح يوم الخميس، حاصرت قوات الأسد القرية بالأسلحة الثقيلة والدبابات، وكان أكثر من 800 جندي من قوات الأسد في المهمة، وبعد بضع ساعات، بدأوا في قصف مدفعي تعسفي على القرية. فرّ الناس من منازلهم بحثاً عن ملاجئ في المدرسة والمسجد. وقصفت قوات الأسد المدرسة والمسجد مما أدى إلى انهيار المباني التي أسفرت عن سقوط عشرات القتلى، وجاءت شبيحة من القرى المحيطة لدعم قوات الأسد وقتل المزيد من سكان القرية، مما صعد عدد الضحايا في هذه المذبحة.»
وقال روبرت مود، رئيس بعثة المراقبين التابعة للأمم المتحدة، إن الجيش السوري ما زال يشن هجمات بالأسلحة الثقيلة حول البلدة في اليوم التالي.
بحلول مساء يوم 13 يوليو 2012، أعلن المجلس الوطني السوري المعارض عن مقتل ما مجموعه 305 أشخاص. ومع ذلك، في الوقت نفسه، تراجع ناشطون معارضون آخرون عن تقديراتهم السابقة بأكثر من 200 قتيل. وذكر أحد النشطاء المحليين أنه أكد مقتل 74 شخصًا، لكن لم يكن له سوى 20 اسمًا. قدم آخر قائمة من 103 أسماء. وقال آخرون أيضا إن عدد القتلى ربما كان أقل لكنه بالتأكيد كان أكثر من 100.
دخلت مجموعة من مراقبي الأمم المتحدة التريمسة في 14 يوليو 2012 مع قافلة من حوالي 11 مركبة في مهمة استطلاع. طبقاً لأحد الناشطين المحليين في محافظة حماة، فتشوا الأماكن التي تعرضت للقصف وحيث كانت هناك آثار دماء. عثر مراقبو الأمم المتحدة على أدلة على وقوع هجوم، بما في ذلك مدرسة محترقة، ومنازل مدمرة، وإثبات أن المدفعية ومدافع الهاون والأسلحة الصغيرة استخدمت وفقًا للمتحدثة باسم رئيس بعثة الأمم المتحدة للإشراف في سوريا، سوزان غوشة. وقالت غوشة في بيان «الهجوم ... بدا أنه استهدف مجموعات ومنازل معينة، ولا سيما المنشقين والناشطين في الجيش. كانت هناك برك من الدماء وبقع الدم في غرف عدة منازل مع حالات الرصاص». في نفس اليوم، أخبر رئيس بعثة المراقبة التابعة للأمم المتحدة، اللواء روبرت مود، الصحفيين في دمشق أن مجموعة من المراقبين، الذين تم نشرهم على بعد بضعة كيلومترات من التريمسة، أكدوا على استخدام الأسلحة الثقيلة وطائرات الهليكوبتر الهجومية في التريمسة، وبالتالي ورطوا الحكومة السورية حسب الجزيرة.
في 14 يوليو 2012، ظلت الحقائق المتعلقة بالحدث غير واضحة مع ظهور تفاصيل جديدة من شأنها أن تشير إلى أن ما كان يسمى المذبحة كان أشبه بمعركة بين العسكريين والمقاتلين المعارضين والتي انتهت بهزيمة المتمردين. دعمت هذه الرواية مقاطع الفيديو والاعترافات المتلفزة للمقاتلين الأسرى وتقارير من نشطاء غير محليين. وأظهرت أشرطة الفيديو الخاصة بالضحايا الذين ظهروا معظمهم من الشباب في سن القتال. وقيل إن شريط فيديو آخر يظهر مجموعة من تعزيزات المتمردين متجهة إلى التريمسة، وكلهم مسلحون شبان يرتدون ملابس مدنية. وقد أرسل فريق من مراقبي الأمم المتحدة إلى البلدة للتحقيق. وأُشير إلى أنه في حين أن المجازر السابقة كانت تتبعها عادة ظهور قوائم طويلة بأسماء ومقاطع فيديو للمدنيين القتلى في الوقت نفسه، فضلاً عن تأييد من مراقبي الأمم المتحدة الذين سيتهمون الجيش السوري، لم يكن الأمر كذلك في هذه الحالة. وما زالت بعض جماعات المعارضة تقول إن عددا كبيرا من القتلى المدنيين حدث في حين أن آخرين قالوا إن عدد القتلى أقل بكثير وأن معظمهم من المتمردين. صرحت جماعة المعارضة الناشطة المرصد السوري لحقوق الإنسان بأنها تمكنت من تأكيد مقتل 103 أشخاص فقط، 90 في المائة منهم من الشباب، وقال مدير الجماعة رامي عبد الرحمن، إن غالبية الأشخاص الذين قتلوا في التريمسة كانوا إما مقاتلين متمردين من البلدة أو من البلدات المحيطة. وفي وقت لاحق، كان أكثر دقة، حيث ذكر أن ما لا يقل عن 50 من المتمردين قتلوا. وأكدت المجموعة الناشطة المعارضة مركز توثيق الانتهاكات، حتى هذه اللحظة، أسماء 63 شخصًا فقط قتلوا.
في أواخر يوم 14 يوليو، أصدرت بعثة المراقبين التابعة للأمم المتحدة بيانًا، استنادًا إلى التحقيق الذي أجراه فريقها الذي ذهب إلى البلدة، بأن الجيش السوري استهدف بشكل أساسي منازل المتمردين والناشطين. وأعطى نشطاء المعارضة رقما منقحا جديدا لما بين 103 و152 من القتلى، ولكنهم قالوا إنهم كانوا يتوقعون أن يرتفع العدد بسبب اختفاء مئات الأشخاص، ويعتقد السكان المحليون أن العديد من الجثث لا تزال موجودة في الحقول القريبة من نقاط التفتيش التابعة للجيش أو التي تم التخلص منها في نهر العاصي. لم يتمكن مراقبو الأمم المتحدة على الفور من تحديد العدد الإجمالي للخسائر، وأعلنوا أنهم سيعودون إلى المنطقة في اليوم التالي لمواصلة التحقيق.
وفي 15 يوليو، ذكرت الحكومة أن 37 من القتلى هم من المتمردين واثنان فقط من المدنيين. صرح جهاد مقدسي المتحدث باسم وزارة الخارجية السورية في مؤتمر صحفي في دمشق بأنه لم يتم استخدام طائرات الهليكوبتر أو الطائرات أو الدبابات المدرعة في الهجوم – فقط ناقلات جنود وأسلحة صغيرة، بما في ذلك قذائف آر بي جي. وقال مقدسي: «لم تكن مجزرة بل رد فعل من جانب القوات العسكرية النظامية ضد الجماعات المدججة بالسلاح التي لا تريد حلاً سياسياً». وفي الوقت نفسه، أعلنت اللجنة الدولية للصليب الأحمر أنها تعتبر القتال في سوريا «نزاعًا مسلحًا غير دولي»، وهو المصطلح التقني للحرب الأهلية. هذا من شأنه أن يكون له تأثير، من تلك النقطة، أن جميع الذين يقاتلون في سوريا يخضعون رسميًا لاتفاقيات جنيف وقد ينتهي بهم الأمر إلى محكمة جرائم الحرب إذا خالفوها.
في 16 يوليو، أعطى المتمردون عدد القتلى المنقح بحوالي 150 قتيلاً. وقالوا إن أعدادًا أعلى في الماضي كانت نتيجة لعد الجرحى بالخطأ في عداد القتلى، وأن 68 جثة فقط كانت موجودة بسبب «سرقة» آخرين من قبل الجيش السوري. وبحلول 15 يوليو، كان لديهم أسماء 103 من الذين لقوا حتفهم، وحوالي 30 من الجثث احترقت بشكل سيء للغاية ولم يتم التعرف عليها. 5 أطفال وامرأة واحدة من بين القتلى، وكان الباقي من الذكور. كما تأكد مقتل قائد الجيش السوري الحر، صالح السباعي، في المعركة.

## ردود الفعل الداخلية
بعد مذبحة التريمسة في حماة، والذي تزامن مع حصار حمص القديمة، أطلق الجيش السوري الحر في منتصف تموز (يوليو) 2012 عملية عسكرية لتحرير دمشق تحت اسم معركة دمشق الكبرى، وقد تمكن الجيش الحر من دخول العاصمة من جهة الأحياء الجنوبية، فتمكَّنوا من السيطرة على حي القدم، وحي العسالي، ومخيم اليرموك، وصولًا إلى الميدان، قبل أن ينسحب منها تباعًا خلال الأيام التالية تحت تأثير القصف الجوي والمدفعي المُكثّف من قوات نظام الأسد.

## ردود الفعل الدولية
قبل أن يناقض التحقيق الذي أجرته بعثة مراقبي الأمم المتحدة ادعاءات المعارضة بارتكاب مجزرة مدنية، أدان عدد من البلدان عمليات القتل المزعومة.
- الأمم المتحدة – أدان الأمين العام للأمم المتحدة بان كي مون الهجوم الذي شنه الجيش السوري، قائلاً إنه «غاضب» من الأنباء التي تحدثت عن عمليات قتل جماعية مروعة.[51] وأدان الموفد الخاص للامم المتحدة والجامعة العربية كوفي عنان الهجوم وذكر أن القوات السورية استخدمت أسلحة ثقيلة.[35]
- كندا – أشار وزير الخارجية جون بيرد إلى أن كندا شعرت بالفزع إزاء عمليات القتل، وشجعت على اتخاذ مزيد من الإجراءات من جانب المجتمع الدولي. «تحث كندا جميع أعضاء مجلس الأمن التابع للأمم المتحدة على الاتفاق على قرار يفرض عقوبات اقتصادية صارمة وملزمة ضد النظام.»[52]
- فرنسا – قال المتحدث باسم وزارة الخارجية الفرنسية، برنارد فاليرو، إنه يجب على الحكومة السورية أن تتخذ «الخطوة الأولى نحو وقف العنف» كما تدل على ذلك المأساة.[53]
- العراق – أدان رئيس الوزراء العراقي نوري المالكي عمليات القتل ووصف عمليات القتل بأنها «مذبحة قبيحة». وقال في بيان على موقعه الرسمي على الإنترنت «المذبحة البشعة التي وقعت في بلدة التريمسة في محافظة حماة تثير مشاعر القلق والإدانة. هذه الجريمة البغيضة التي ندينها بشدة ... يجب أن تكون حافزًا إضافيًا لكل شخص للتخلي عن أساليب العنف والقتل والانتقام والإرهاب في حل المشاكل».[54]
- مالطا – أدان وزير خارجية مالطا، تونيو بورغ، بشدة المذبحة المبلغ عنها في التريمسة.[55]
- الصين – أدانت الصين بشدة المذبحة المبلغ عنها. وقال ليو ويمين، المتحدث باسم وزارة الخارجية الصينية، «إن الصين قد أدانت دائما بقوة الأعمال التي تضر بالمدنيين الأبرياء. ونأمل أن تتخذ الأطراف السورية المعنية تدابير ملموسة وأن تفي بالتزامها بوقف العنف في أقرب وقت ممكن».[56]
- روسيا – قالت وزارة الخارجية الروسية إن المذبحة تخدم مصالح أولئك الذين ساندوا النزاع الطائفي في سوريا، لكن لم يوجه اللوم مباشرة.[38]
- تركيا – أصدرت وزارة الخارجية التركية بيانًا أدانت فيه المجزرة قائلة «هذا مثال آخر على هجمات النظام والمذابح التي ارتكبها النظام على شعبه. إننا ندين بشدة ونلعن مقتل ما يقرب من 200 مدني بريء، معظمهم من النساء والأطفال». وقال البيان إن المذبحة أظهرت أن الحكومة السورية فقدت كل شرعية وأنه يجب إيقافها في الحال من أجل الأمن الإقليمي والدولي. كما حث البيان مجلس الأمن على «اتخاذ الخطوات اللازمة على الفور».[57]
- المملكة المتحدة – أدان وزير الخارجية البريطاني ويليام هيغ المذبحة المزعومة في التريمسة ووصفها بأنها «صادمة ومروعة».[58]
- الولايات المتحدة – أصدرت هيلاري كلينتون، وزيرة خارجية الولايات المتحدة، بيانا صحفيا، وذكرت أنها تشعر بالحزن العميق والغضب الشديد لعلمها بالتقارير التي تفيد بوقوع مذبحة أخرى ارتكبتها الحكومة السورية في التريمسة.[59] وأضافت: «إن التقارير الموثوق بها تشير إلى أن هذا العمل غير المعقول تم القيام به بالمدفعية والدبابات والطائرات العمودية - وهو دليل لا جدال فيه على أن النظام قتل المدنيين الأبرياء عمدا. ولا يمكن أن تكون سوريا سلمية أو مستقرة أو ديمقراطية حتى يرحل الأسد ويبدأ الانتقال السياسي».[34]